# Natrampalli
Natrampalli is een panchayatdorp in het district Tirupattur van de Indiase staat Tamil Nadu. 

## Demografie
Volgens de Indiase volkstelling van 2001 wonen er 9.076 mensen in Natrampalli, waarvan 49% mannelijk en 51% vrouwelijk is. De plaats heeft een alfabetiseringsgraad van 71%. 